# Susanne Langhans

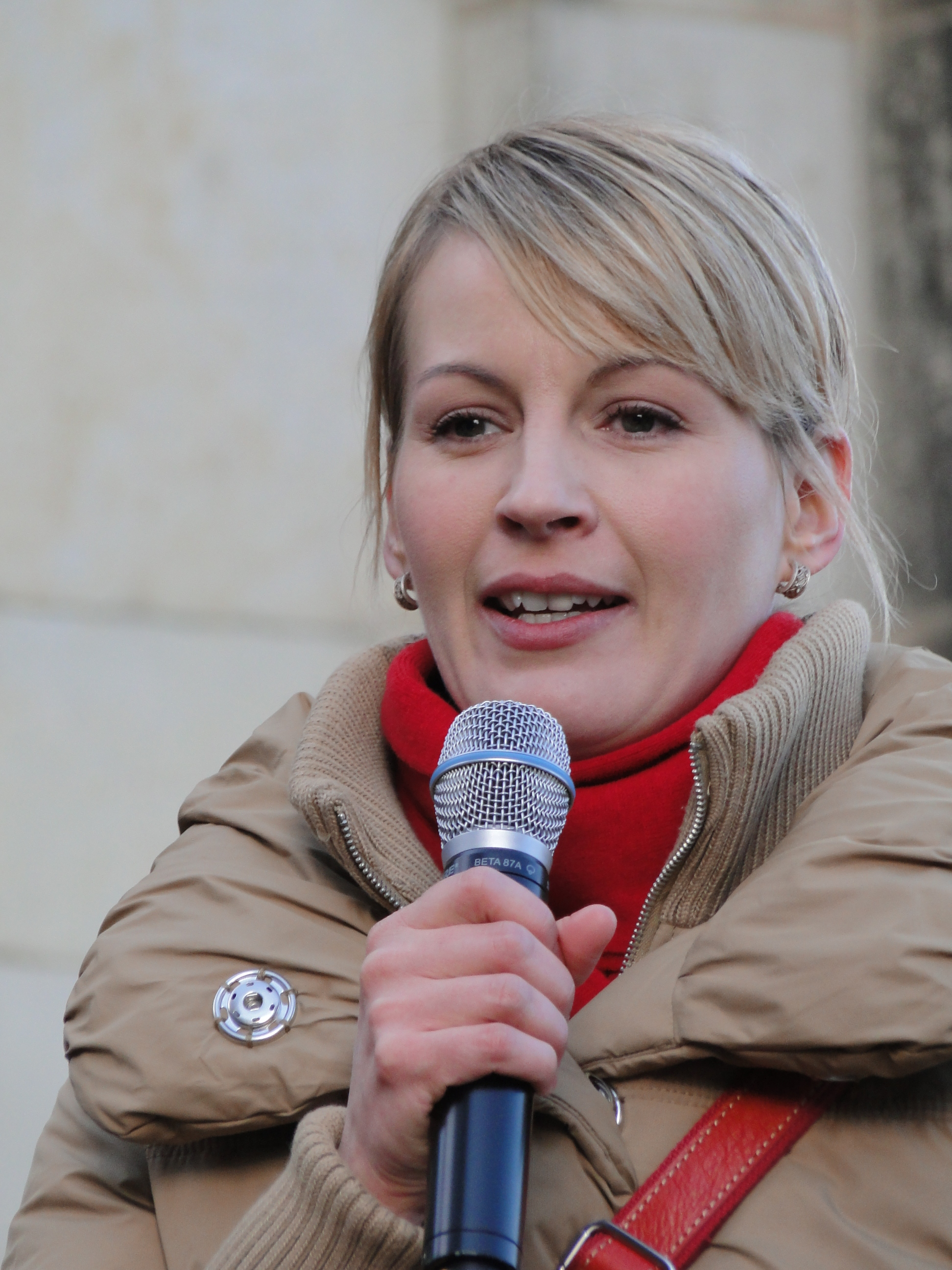
Susanne Langhans (2011)

Susanne Langhans (* 12. Oktober 1976 in Dresden) ist eine deutsche Fernsehmoderatorin.

## Leben
Susanne Langhans hat eine musikalische Kindheit erlebt: Sie hatte bereits vor der Schule ihre ersten Klavierstunden an der Musikschule in Dresden und war dann vom ersten Schuljahr an Mitglied des „Philharmonischen Kinderchores Dresden“. Nach ihrem Abitur machte sie ihren Magisterabschluss. An der TU Dresden studierte sie Politikwissenschaft, Kommunikationswissenschaft und politische Philosophie. Davon hat sie ein Semester in Turin absolviert. Während des Studiums schrieb sie bereits für die Dresdner Neuesten Nachrichten und arbeitete als Autorin und Moderatorin für die Stadtfernsehsender von Leipzig, Halle und Chemnitz.
Zur gleichen Zeit begann sie ihre Karriere beim MDR und MDR Fernsehen. Zunächst war sie als Assistentin von verschiedenen Redaktionen und Moderatoren tätig. Seit 2005 moderiert sie für den MDR-Sachsenspiegel das Wetter sowie verschiedene Sondersendungen des MDR-Landesfunkhauses in Sachsen (Adventszauber, Mitteldeutsche in Dubai, SachsenSpiegel extra aus Johanngeorgenstadt, Dixieland in Dresden).
Die Journalistin arbeitet seit 2009 auch als Nachrichtenredakteurin für die Sendung NDR aktuell in Hamburg.
Seit 2012 moderiert Susanne Langhans auch das Wetter im NDR. Im Schleswig-Holstein-Magazin präsentiert sie im Wechsel mit Meeno Schrader die Wettervorhersage für Schleswig-Holstein.
2012 wurde das Langhans-Gedicht „Nach der Nacht“ veröffentlicht.
Die Sächsin moderiert auch verschiedene Events: Zum Beispiel das Stollenfest in Dresden (2011), die Benefizveranstaltung der „Treberhilfe Dresden e.V.“ (2012). Außerdem war sie Gast von Talkrunden wie „Susanne Langhans privat“ auf der sächsischen Landesgartenschau Löbau 2012.
Langhans lebt seit 2012 in Hamburg.